# John Redmond

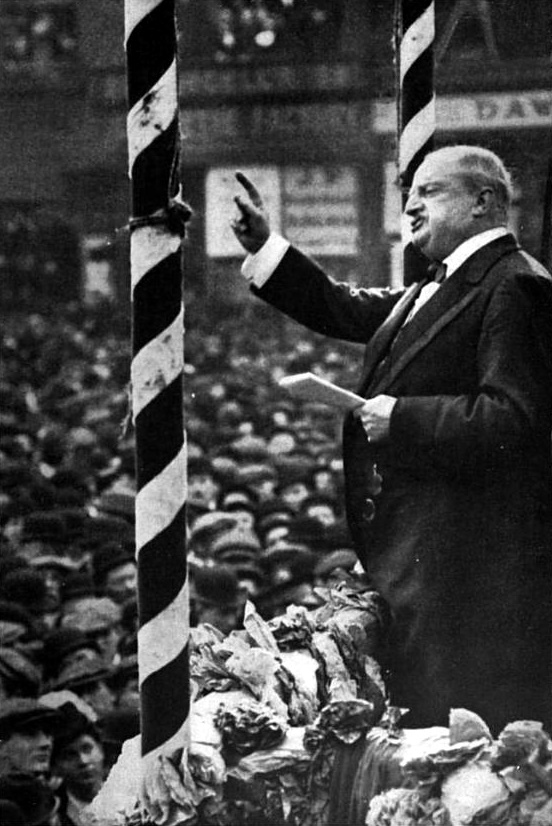
John Redmond

John Edward Redmond, född 1856, död i mars 1918, var ledare för det irländska parlamentspartiet från 1900 till 1918. 
John Redmond föddes i County Wexford på Irland 1856 i en nationalistisk familj. Hans far hade varit nationalistisk irländsk parlamentsledamot. John Redmond läste för jesuiter i Clongowes Wood och sedan vid Trinity College, Dublin. Han studerade sedan i King's Inns i Dublin och blev advokat (barrister). Liksom sin far blev han snart politiskt aktiv och valdes som parlamentsledamot i valkretsen New Ross för Irländska nationalistpartiet 1880 (det parti som från 1882 också var känt som Irländska parlamentspartiet). Han var parlamentsledamot för New Ross 1880-1885, North Wexford 1885-1891 och slutligen för Waterford City, från 1891 till sin död 1918.
Redmond var anhängare till Parnell, motsatte sig den väpnade irländska nationalismen och propagerade för Home Rule, ett begränsat självstyre för Irland inom Förenade kungariket. När det irländska parlamentspartiet splittrades på grund av Parnells långvariga relation med Katherine O'Shea, en fru till en annan av partiets parlamentsledamöter, som han senare gifte sig med, tog Redmond parti för sin avsatte partiledare. Han ledde den parnellvänliga delen av det delade partiet från Parnells död 1891 tills partiet självt återförenades 1900 och valde honom till ordförande (ledare). 
Budgetkrisen 1909 ledde till att överhusets makt begränsades. När överhusets veto avskaffats blev home rule för Irland (som hade blockerats av överhuset 1894) åter en möjlighet, och utsikterna för det ökade när det irländska parlamentspartiet blev vågmästare i underhuset efter parlamentsvalet i Storbritannien i december 1910. 1912 införde Herbert Henry Asquiths regering det tredje lagförslaget om irländskt självstyre. Som väntat blockerades lagen av överhuset, men numera kunde det bara blockera i två år. 
Många irländska protestanter och Oranienorden, som fruktade att bli dominerade av katoliker i en stat med övervägande katolsk befolkning, motsatte sig emellertid home rule. Motståndarna, unionisterna, var också oroliga för ekonomiska nackdelar, nämligen att det jordbruksdominerade Irland skulle införa tullar för import från Storbritannien. Den mest industrialiserade delen av Irland var Ulster på den nordöstra delen av ön, det enda område där unionisterna var i majoritet. De flesta unionistledarna hotade med att använda våld för att förhindra införandet av home rule och fick stöd för detta av anhängare inom det brittiska konservativa partiet. När hotet om inbördeskrig blev påtagligt gick Asquith med på överhusets krav på att ändra home rule-lagen så att de sex grevskap som kom att bilda Nordirland provisoriskt undantogs från home rule. Trots att de var starkt emot en delning gick Redmond och hans parti motvilligt med på vad de trodde skulle bli en temporär uteslutning av större delen av Ulster. Lagen fick kunglig sanktion i september 1914, men då första världskriget utbrutit i augusti 1914 blev lagen uppskjuten för att träda ikraft efter vad som antogs bli ett kort krig. Home rule genomfördes dock inte förrän 1921 genom Government of Ireland Act.
Redmond kunde ha förväntat sig att bli regeringschef för en självstyrande irländsk regering, men historien tog en annan vändning. Efter krigsutbrottet gav Redmond sitt stöd till Storbritanniens krigsinsats, framförallt därför att de antog att home rule skulle införas efter kriget och att de skulle få en bättre position för att förhindra en delning av Irland. 
Redmond ansåg att Kejsardömet Tysklands militära expansion var ett hot mot friheten för fredsälskande folk runtom i Europa och att det var Irlands plikt, då man utlovats home rule, att försvara de "små nationernas" frihet så gott hon kunde. 
Vid påsken 1916 skedde dock ett uppror lett av ett litet antal inflytelserika republikaner under Pádraig Pearse. Fastän det militärt blev ett misslyckande ledde påskupproret till stärkta republikanska känslor, särskilt sedan Storbritannien avrättade upprorsledarna som förrädare i krigstid och 1918 försökte införa värnplikt på Irland. Ett stort antal irländska män hade frivilligt gått ut i kriget, men när det såg som värnplikt skulle införas vändes opinionen mot Storbritannien. Fastän det irländska parlamentspartiet lämnade underhuset i protest och började organisera motstånd mot förslaget att utvidga värnplikten till Irland gick mycket av folkets sympatier till det lilla  separatistiska partiet Sinn Féin, som inte hade deltagit i påskupproret men som blivit beskyllt för det av Storbritannien och irländska medier och senare tagits över av överlevande upprorsledare under Eamon de Valera och IRB. 
I december 1918 vann Sinn Féin en överväldigande majoritet av Irlands mandat i valet 1918, medan det irländska parlamentspartiet bara fick sex platser. Sinn Féin utropade därefter en självständig irländsk republik med ett nytt parlament Dáil Éireann. 
Redmond dog innan det parti han givit en stor del av sitt liv gick under. Han dog vid 61 års ålder under vad som borde ha varit en rutinmässig operation i mars 1918. Han efterträddes som partiledare av John Dillon.